# Cryptosystème de Cramer-Shoup
Pour les articles homonymes, voir Cramer.
En cryptologie, le cryptosystème de Cramer-Shoup est un chiffrement à clé publique introduit en 1998 par les cryptologues Ronald Cramer et Victor Shoup,,. Historiquement, il s'agit du premier cryptosystème combinant les trois propriétés suivantes : il est résistant aux attaques adaptatives à chiffrés choisis (IND-CCA2), il est prouvé sûr dans le modèle standard, et il est efficace,.  Ces propriétés et d'autres le rendent particulièrement attrayant pour construire des mécanismes d'encapsulation de clés,.

## Histoire et motivation
La résistance aux attaques adaptatives à chiffrés choisis (IND-CCA2), introduite par Rackoff et Simon en 1991, correspond au plus haut niveau de sécurité atteignable par un cryptosystème pour le chiffrement. La nécessité pratique d'une telle sécurité a été mise en avant par Bleichenbacher en 1998.
Plusieurs constructions IND-CCA2 ont été proposées dans le modèle de l'oracle aléatoire, notamment OAEP. Par ailleurs, des transformations génériques permettent d'atteindre ce niveau de sécurité, mais ils reposent sur des preuves à divulgation nulle de connaissance et s'avèrent très inefficaces. Jusqu'à l'introduction du cryptosystème de Cramer-Shoup, aucun chiffrement IND-CCA2 efficace n'était connu, dont la sécurité pouvait être prouvée dans le modèle standard. La première preuve que de tels cryptosystèmes existent pourtant est due à Dolev, Dwork et Naor.
Le cryptosystème de Cramer-Shoup est une extension de celui d'ElGamal qui bloque la malléabilité du chiffré. Le prix à payer est que les clés et les chiffrés sont beaucoup plus larges que pour ElGamal (4 éléments de groupe pour le chiffré). De nombreuses variantes de Cramer-Shoup proposées depuis cherchent à réduire ce phénomène, quitte à réintroduire des hypothèses hors du modèle standard.

## Description du cryptosystème
Le cryptosystème de Cramer-Shoup repose sur trois algorithmes {\displaystyle (G,E,D)} décrits ici,,.

### Génération de clé
L'algorithme de « génération de clé » {\displaystyle G} prend en entrée un paramètre de sécurité {\displaystyle \lambda }. Il détermine un groupe cyclique {\displaystyle \mathbb {G} } d'ordre {\displaystyle q} et une fonction {\displaystyle H:\mathbb {G} ^{3}\to \mathbb {Z} /(q)}. Le choix de {\displaystyle q} et de la fonction {\displaystyle H} dépend de {\displaystyle \lambda } et se fait à partir de l'analyse de sécurité, voir plus bas. 
L'algorithme donne deux générateurs aléatoires {\displaystyle g_{1},g_{2}} de {\displaystyle \mathbb {G} } et tire six exposants aléatoires {\displaystyle x_{1},x_{2},y_{1},y_{2},z_{1},z_{2}\in \mathbb {Z} /(q)}. Il calcule alors :
{\displaystyle c\gets g_{1}^{x_{1}}g_{2}^{x_{2}},\quad d\gets g_{1}^{y_{1}}g_{2}^{y_{2}},\quad {\text{et}}\quad h\gets g_{1}^{z_{1}}g_{2}^{z_{2}}}
Finalement l'algorithme retourne une clé publique {\displaystyle {\mathsf {pk}}=\{c,d,h\}},  des paramètres publics {\displaystyle {\mathsf {pp}}=\{\lambda ,\mathbb {G} ,g_{1},g_{2},q,H\}}, et la clé privée {\displaystyle {\mathsf {sk}}=\{x_{1},x_{2},y_{1},y_{2},z_{1},z_{2}\}}.

### Chiffrement
L'algorithme de chiffrement {\displaystyle E} prend en entrée les paramètres publics, la clé publique, et un message {\displaystyle m\in \mathbb {G} }. Un exposant {\displaystyle r\in \mathbb {Z} /(q)} est choisi uniformément au hasard, puis l'algorithme calcule :
{\displaystyle u_{1}\gets g_{1}^{r},\quad u_{2}\gets g_{2}^{r},\quad e\gets mh^{r},\quad \alpha \gets H(u_{1},u_{2},e)\quad {\text{et}}\quad v\gets (cd^{\alpha })^{r}}
Le chiffré correspondant est {\displaystyle {\mathsf {ct}}=\{u_{1},u_{2},e,v\}\in \mathbb {G} ^{4}}.

### Déchiffrement
L'algorithme de déchiffrement {\displaystyle D} prend en entrée les paramètres publics, la clé privée, et un chiffré {\displaystyle {\mathsf {ct}}=\{u_{1},u_{2},e,v\}\in \mathbb {G} ^{4}}.  Il calcule {\displaystyle \alpha \gets H(u_{1},u_{2},e)} et vérifie {\displaystyle u_{1}^{x_{1}+\alpha y_{1}}\cdot u_{2}^{x_{2}+\alpha y_{2}}\ {\stackrel {?}{=}}\ v}. Si l'égalité est fausse, l'algorithme de déchiffrement échoue et renvoie un symbole d'erreur ({\displaystyle \bot }). Sinon, il renvoie {\displaystyle m\gets eu_{1}^{-z_{1}}u_{2}^{-z_{2}}}.

## Sécurité
Le cryptosystème de Cramer-Shoup est résistant aux attaques adaptatives à chiffrés choisis (IND-CCA2) lorsque la fonction {\displaystyle H} est choisie dans une famille de fonctions de hachage universelles à sens unique, par réduction, dans le modèle standard, à la difficulté du problème décisionnel de Diffie-Hellman dans {\displaystyle \mathbb {G} },.